# Moribayassa
Le moribayassa est un rythme de djembé (percussion africaine). Il s'agit d'un rythme très ancien qui était utilisé d'abord uniquement pour la danse. Ce rythme est également appelé le « rythme des folles ». En effet, lorsqu'une femme fait un vœu et qu'il se réalise, selon la coutume, elle doit danser et chanter moribayassa. Elle parcourt alors le village habillée en haillons. À la fin de cette danse qui peut durer de nombreuses heures, elle se change et enterre ses haillons au pied d'un arbre.
Le chant de Moribayassa est le suivant :
Moribayassa hé Moribayassa (répété)
Moribayassa name nada
koanye yassa fö
Moribayassa ka yassa ko
Moribayassa ka yassa mu
Moribayassa ka yassa don
Moribayassa ka yassa fö